# YUBA liga 1995-1996
La YUBA liga 1995-1996 è stata la quarta edizione del massimo campionato jugoslavo di pallacanestro maschile. La vittoria finale è stata ad appannaggio del Partizan Belgrado.

## Regular season
|     | Squadra               | G  | V  | P  | PF    | PS    | %   | Qualificazione |
| --- | --------------------- | -- | -- | -- | ----- | ----- | --- | -------------- |
| 1.  | Partizan Belgrado     | 36 | 27 | 9  | 2.011 | 1.856 | 75% | playoff        |
| 2.  | Budućnost Podgorica   | 36 | 26 | 10 | 1.872 | 1.843 | 72% | playoff        |
| 3.  | BFC Beočin            | 36 | 25 | 11 | 1.821 | 1.668 | 69% | playoff        |
| 4.  | Iva Zorka Farma Šabac | 36 | 25 | 11 | 1.882 | 1.796 | 69% | playoff        |
| 5.  | Beobanka Belgrado     | 36 | 24 | 12 | 1.718 | 1.553 | 66% |                |
| 6.  | Stella Rossa Belgrado | 36 | 23 | 13 | 1.729 | 1.721 | 64% |                |
| 7.  | Spartak Subotica      | 36 | 22 | 14 | 1.814 | 1.820 | 61% |                |
| 8.  | Borovica Ruma         | 36 | 22 | 14 | 1.725 | 1.751 | 61% |                |
| 9.  | FMP Železnik          | 36 | 19 | 17 | 1.680 | 1.734 | 52% |                |
| 10. | Radnički CIP Belgrado | 36 | 16 | 20 | 1.802 | 1.902 | 44% |                |
| 11. | Lovćen Cetinje        | 36 | 15 | 21 | 1.523 | 1.693 | 41% |                |
| 12. | Mornar Primorka       | 36 | 12 | 24 | 1.660 | 1.900 | 33% |                |

## Playoff
| YUBA liga 1995-1996         |
| --------------------------- |
| Partizan Belgrado 2º titolo |

## Formazione vincitrice
| N° | Naz.                  | Ruolo | Sportivo           |  | Alt. |  |
| -- | --------------------- | ----- | ------------------ |  | ---- |  |
|    | Jugoslavia (bandiera) | C     | Dejan Tomašević    |  | 208  |  |
|    | Jugoslavia (bandiera) | G     | Miroslav Berić     |  | 200  |  |
|    | Jugoslavia (bandiera) | C     | Predrag Drobnjak   |  | 211  |  |
|    | Jugoslavia (bandiera) | G     | Haris Brkić        |  | 198  |  |
|    | Jugoslavia (bandiera) | C     | Dejan Koturović    |  | 213  |  |
|    | Jugoslavia (bandiera) | A     | Aleksandar Čubrilo |  | 207  |  |
|    | Jugoslavia (bandiera) | P     | Dragoljub Vidačić  |  | 189  |  |
|    | Jugoslavia (bandiera) | P     | Dragan Lukovski    |  | 185  |  |
|    | Jugoslavia (bandiera) | AG    | Davorin Dalipagić  |  | 203  |  |
|    | Jugoslavia (bandiera) | C     | Zoran Stevanović   |  | 206  |  |
|    | Jugoslavia (bandiera) | C     | Ratko Varda        |  | 216  |  |
|    | Jugoslavia (bandiera) | GA    | Vladimir Petrović  |  | 198  |  |
|    | Jugoslavia (bandiera) | All.  | Ranko Žeravica     |  |      |  |